# Chokyi Gyaltsen Palzang
Taï Sitou Rinpoché
Chokyi Gocha Mipham Chogyal Rabten
Chokyi Gyaltsen Palzang tibétain : ཆོས་ཀྱི་རྒྱལ་མཚན་དཔལ་བཟང་དགེ་ལེགས་དཔལ་བཟང, Wylie : chos kyi rgyal mtshan dpal bzang dge legs dpal bzang (1560-1632) est le 5e Taï Sitou Rinpoché, un  tulkou important de la lignée karma-kagyu. 

## Biographie
Chokyi Gyaltsen Palzang a été reconnu par le 9e karmapa dont il reçut l'ensemble des enseignements.
Le 9e karmapa conféra au 5e taï sitou une coiffe rouge Vajra, reflétant la coiffe noire et symbolisant l'inséparabilité du karmapa de taï sitou. Depuis cette période, les taï sitou ont procédé à des cérémonies dites de la coiffe rouge comparable à la cérémonie de la coiffe noire spécifique des karmapas. 
Le 5e taï sitou rénova le monastère de Karma Gön.
Taï sitou s'est rendu à Jang Sadam, l'actuel Lijiang à l'invitation du roi. 
Taï sitou a reçu des titres de l'empereur de Chine Ming Chongzhen.